# Carte d'identité
Ne doit pas être confondu avec Identité personnelle.
Pour les articles homonymes, voir CNI.

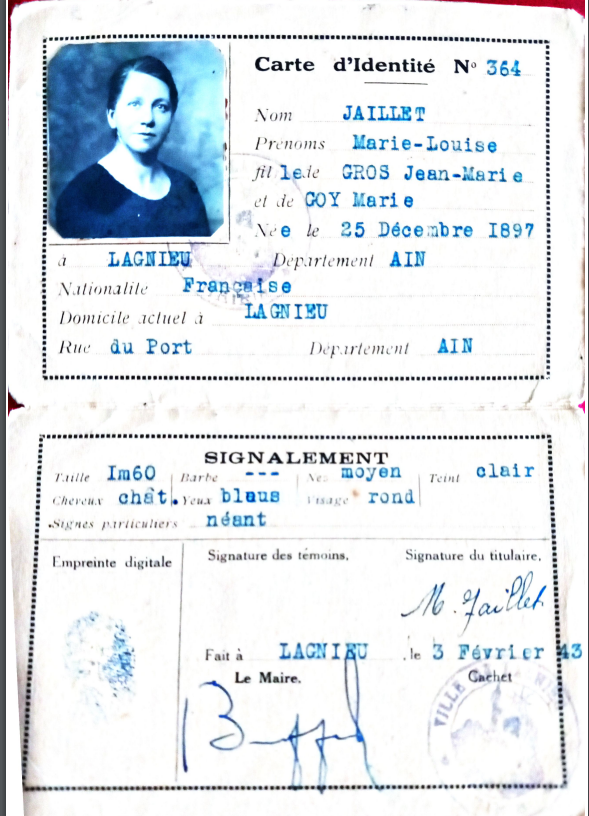
Carte d'identité française sous l'occupation nazie de la SGM

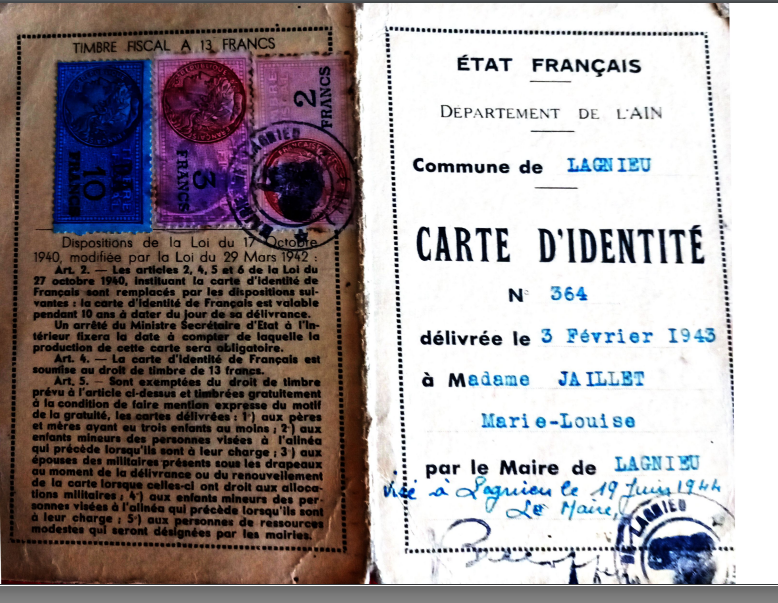
Carte d'identité française sous l'occupation nazie de la SGM avec timbres fiscaux

Une carte d'identité, parfois dénommée carte nationale d'identité, carte d'identité nationale ou carte d'identification selon le pays, est un document officiel qui permet à une personne physique de prouver son identité, par exemple lors d'un contrôle d’identité.
Fin 2018, on estimait que près de 1,1 milliard d'humains sur la planète (soit une personne sur sept) ne disposaient pas encore de papiers d'identité officiels, ce qui rend les accords écrits, votes, achats en ligne, abonnements téléphoniques et accès aux services publics beaucoup plus difficiles. Des solutions numériques sont évoquées pour améliorer cette situation.

## En Europe
À l'exception de l'Autriche, de l'Italie, de la Lituanie, du Royaume-Uni, de la Suisse et de la France, les pays qui ont institué la carte d'identité ont rendu sa détention obligatoire. La durée de sa validité varie en fonction de l'âge du titulaire au moment de la demande de carte d'identité, sauf en Italie (dix ans) et aux Pays-Bas.
Quelques pays procèdent à un relevé des empreintes digitales lors de l'établissement de la carte d'identité mais elles ne sont généralement pas stockées sur la carte elle-même. La sécurisation de ce document constitue une préoccupation commune à tous les pays. Les arguments avancés pour expliquer son renforcement sont liés à des préoccupations sécuritaires : mouvement de populations, terrorisme, etc. Depuis 2009, toutes les cartes d'identité en Belgique sont au format d'une carte bancaire et contiennent une puce électronique ; elles portent le nom d'eID, pour « electronic identity ». Une telle forme existe depuis 2004 aux Pays-Bas.
La première carte d'identité introduite en format carte de crédit et en plastique (polycarbonate) fut la carte d'identité suisse en 1994.

### Union européenne
La carte d'identité existe dans tous les pays de l'Union européenne sauf au Danemark, où il existe un registre de la population.
À partir du 2 août 2021, tous les pays membres de l'Union européenne produisant des cartes d'identité devront le faire en respectant certaines normes d'uniformisation, produire une carte électronique format « carte bancaire » et intégrer deux empreintes digitales et une photo d'identité (règlement (UE) 2019/1157 du 20 juin 2019 et la directive 2004/38/CE),.
Les cartes de passeport délivrées par l'Irlande ne sont pas des cartes d'identité au sens du règlement (UE) 2019/1157.

#### Belgique

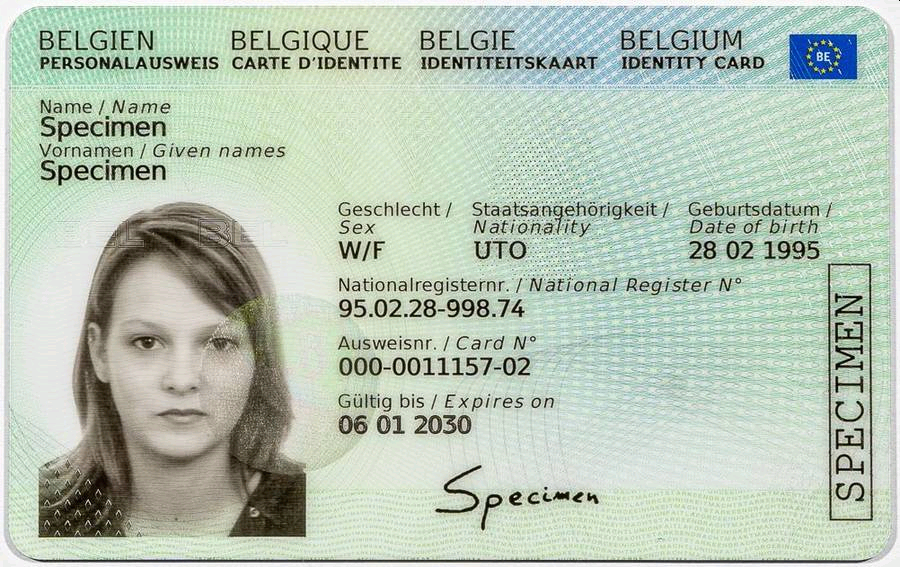
Carte d'identité belge.

Dans le Bulletin officiel des lois et arrêtés du 28 août 1915, pendant l’occupation de la Belgique par l’Allemagne, les autorités mettent en place un Personalausweis ou certificat d’identité. Cette ordonnance impose à tous ceux qui veulent circuler un certificat d’identité délivré par la police locale comportant nom, nationalité, signature, domicile, date et lieu de naissance, taille, profession et photographie. « Si le fonctionnaire se trouve dans l’incapacité d’établir l’identité de façon certaine, il réclamera le témoignage de deux témoins irréprochables qui certifieront l’identité par leur signature. »
Après la libération de l’occupation allemande, tous les Belges sont dotés d’une carte d’identité obligatoire à la suite de l'arrêté royal du 6 février 1919. La presse se félicite. « Nous allons être bientôt débarrassés des Personalausweis qui, d’ici quelques jours, devront être échangés contre des cartes d’identité belges. Nombreuses sont les personnes qui réclament et considèrent l’obligation d’être munies d’une carte d’identité comme vexatoire »[réf. nécessaire]. Mais il semble que malgré la pénurie de papier et les récriminations, la distribution se fasse dans le calme. À Anvers, elle n’a pas lieu à l’hôtel de ville : un agent de police prévient les intéressés du jour et de l’heure où se présenter au bureau de police.
Depuis 2002, la carte d'identité est devenue électronique au format d'une carte bancaire à puce.
Dès 2020, il est prévu de mettre les empreintes digitales de l'index de chaque main sur la carte d'identité.

#### France

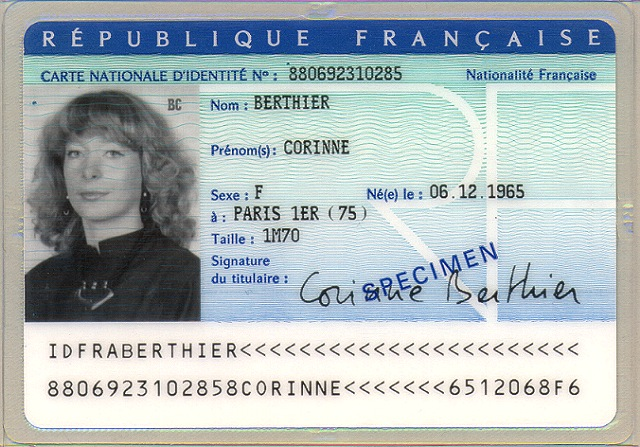
Carte d'identité de 1995 à 2021.

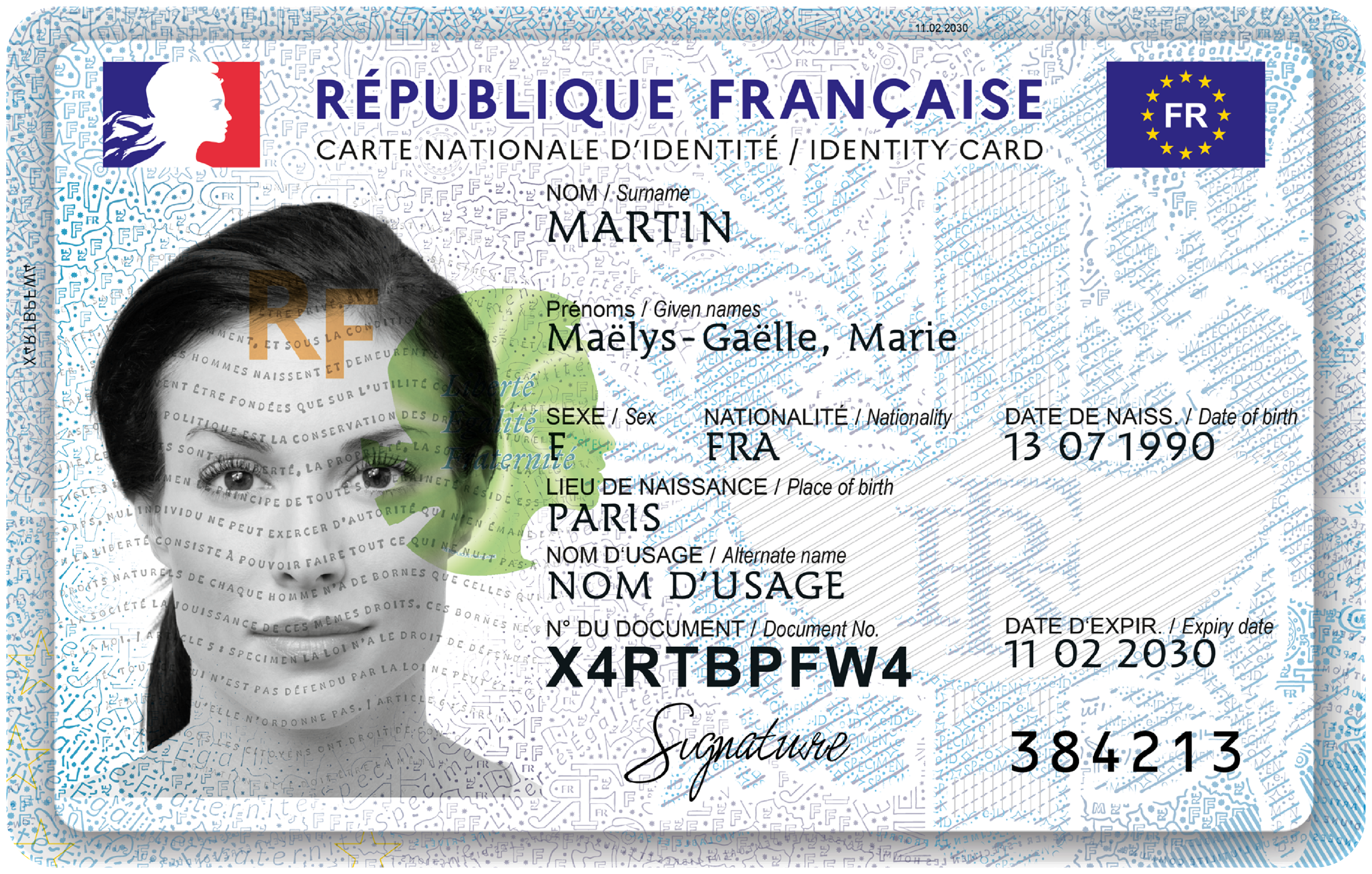
Carte d'identité depuis 2021.

L'identification des personnes durant l'Antiquité et le Moyen Âge est régie principalement par la « reconnaissance interpersonnelle » (comme notamment illustré dans le film Le Retour de Martin Guerre en 1982). Progressivement les pouvoirs centraux instaurent un état civil, voulant connaître leurs ressources humaines pour des questions de fiscalité, de police et pour lever des troupes militaires. Cet état civil est notamment tenu par l'Église à travers les registres paroissiaux avant d'être porté à la responsabilité des mairies à la Révolution. Au XVIIIe siècle, alors que la justice royale se formalise, les papiers d’identité (sauf-conduit, extrait baptistaire) laissent place progressivement au passeport, qui sert au contrôle par la maréchaussée des « classes dangereuses » (vagabonds et mendiants, registres de déserteurs, carnets sanitaires lors de grandes pestes, étrangers et ouvriers), parallèlement à l'essor du bertillonnage et de la dactyloscopie.
En 1921, le préfet du département de la Seine Robert Leullier instaure la première carte d'identité française pour remplacer la pratique qui exigeait la présence de deux témoins pour toute démarche administrative. Marquant une étape décisive dans la rationalisation et l'uniformisation des pratiques étatiques d'identification des citoyens, le succès de cette carte fut mitigé : des problèmes d'ordre matériel ralentissent sa mise en place, la presse de gauche comme de droite condamne la prise de l'empreinte digitale qui assimile le citoyen au délinquant. Bien que le préfet Leullier projette de la rendre obligatoire, elle ne reste que facultative.
Au début de la Seconde Guerre mondiale, avec la loi du 27 octobre 1940, le gouvernement de Vichy reprend l'idée, la développe et, à la suite des mesures antijuives, la rend obligatoire et l'étend en 1943 à toute la France,. Pour la zone occupée, les autorités allemandes d'occupation délivrèrent des Ausweis (cartes d'identité en allemand). Dans les années 1943-1944, la carte d'identité devient un enjeu central de la Résistance et les faux papiers une véritable industrie.
Après-guerre, la carte d'identité disparaît partiellement et avec le décret no 55-1397 du 22 octobre 1955 elle devient facultative sur tout le territoire français incluant alors l'Algérie.
En décembre 1995, la carte dite « sécurisée », prévue par un décret du 19 mars 1987, est généralisée et devient gratuite le 1er septembre 1998.
Depuis le 1er janvier 2009, la gratuité ne vaut que pour l'établissement d'une première carte d'identité ou en cas de renouvellement sur présentation de la précédente carte. Le citoyen ne pouvant présenter sa précédente carte (perte, vol...) doit s'acquitter d'un timbre fiscal de 25 euros.
La durée de validité des cartes nationales d'identité pour les majeurs est temporairement passée à quinze ans pour les cartes émises entre le 1er janvier 2014 et 2021, jusqu'à la mise en place des cartes d'identité au format « carte bancaire ». Cette durée de 15 ans est aussi rétroactivement applicable pour les cartes d’identité sécurisées délivrées entre le 2 janvier 2004 et le 31 décembre 2013 à des personnes majeures, même si ces cartes indiquent une validité de 10 ans, sauf si la personne était mineure au moment de la délivrance de sa carte d'identité. Dans ce cas, la durée de validité reste de 10 ans. La date d'expiration reste alors celle qui figure sur la carte.
Courant 2021 (la date dépend de la région), avec la mise en place des cartes d'identité au format « carte bancaire », la durée de validité des nouvelles cartes d'identité est repassée à dix ans, conformément à l'article 4 du règlement européen 2019/1157. Cette nouvelle durée de validité n'affecte pas les cartes émises à l'ancien format.
Actuellement, conformément à l'article 1er de la loi du 27 mars 2012 relative à la protection de l'identité, la carte nationale d'identité française ou le passeport en cours de validité justifie de l'identité. Le certificat de nationalité française justifie pour sa part de la preuve de la nationalité française jusqu'à preuve contraire. Ce document peut parfois faire office de certificat de nationalité.
La carte d'identité française est appelée carte nationale d'identité sécurisée (car elle est infalsifiable) ou carte nationale d'identité plastifiée par opposition aux anciennes cartes d'identité cartonnées qui ont été remplacées progressivement (à partir de juillet 1988).
Pour la France, la déclaration de perte de son passeport, de sa carte d'identité, carte d'électeur ou de sa carte Vitale fait partie des démarches administratives en ligne qu'il est désormais possible d'effectuer via service-public.fr, un portail internet de l'administration française créé début 2009, pour simplifier les démarches.

### Autres pays

#### Portugal
Au Portugal, une carte de citoyen (en) tient lieu de carte nationale d'identité, de carte de sécurité sociale, de carte de santé, de carte de contribuable et de carte d'électeur.

#### Royaume-Uni
Au Royaume-Uni, où la carte d'identité, instaurée pendant la Seconde Guerre mondiale, avait été abrogée peu après la guerre, une brève tentative d'instaurer une nouvelle carte échoua au milieu des années 2000 (Identity Cards Act 2006 (en), abrogé par le Identity Documents Act 2010 (en), lequel conduit à la destruction du fichier central).

## Galerie

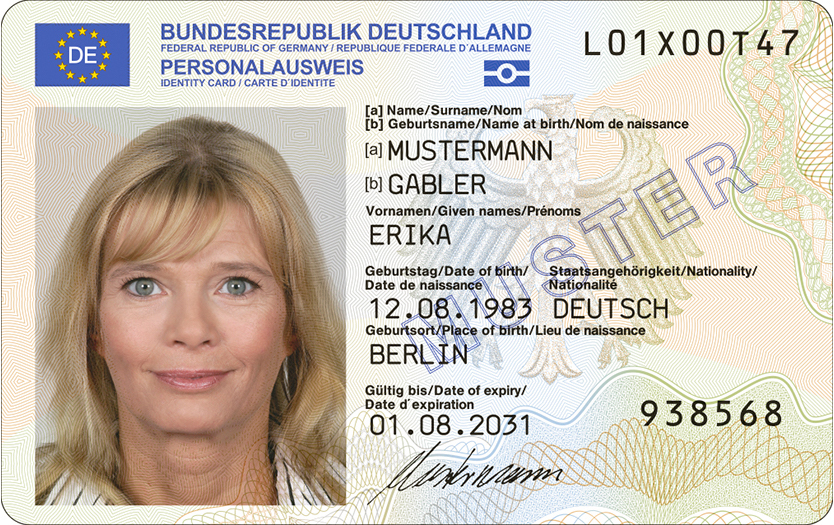
Carte d'identité en Allemagne
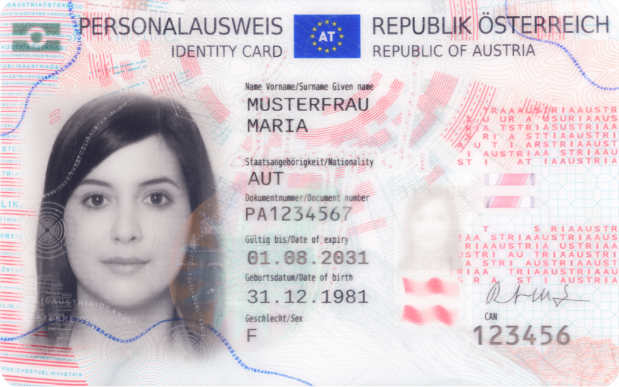
Carte d'identité en Autriche (en)
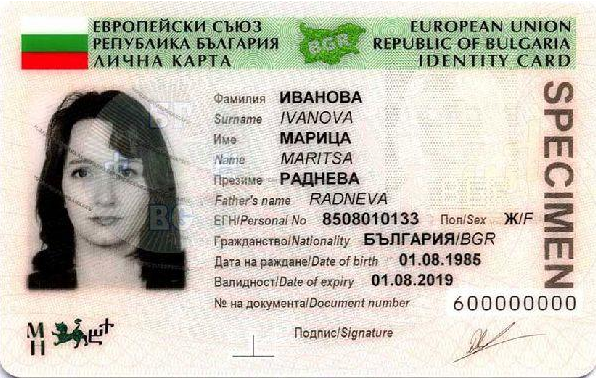
Carte d'identité en Bulgarie (en)
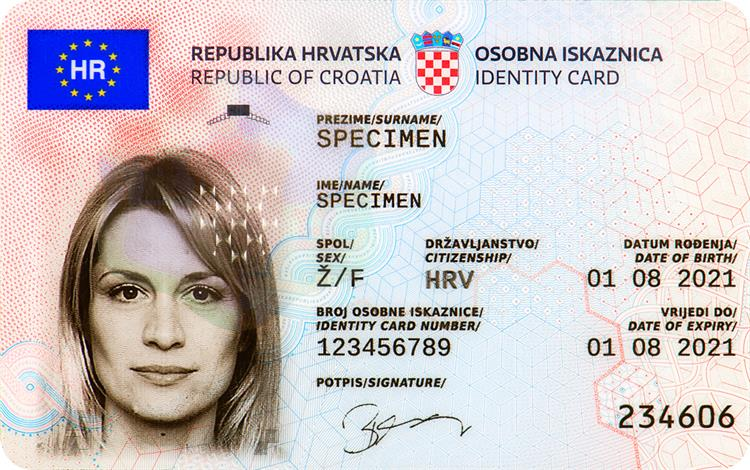
Carte d'identité en Croatie (en)
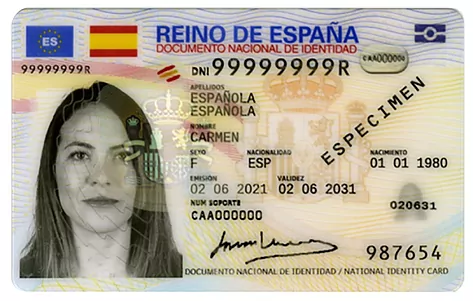
Document national d'identité (Espagne)
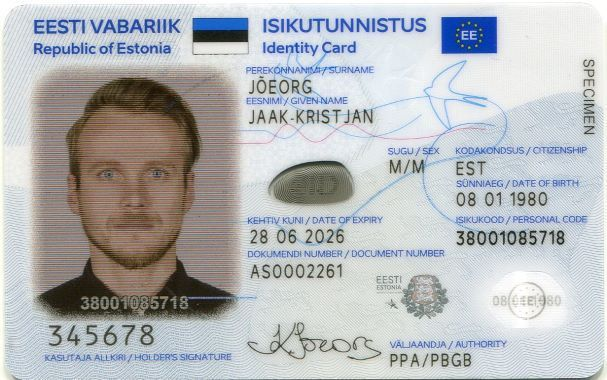
Carte d'identité estonienne
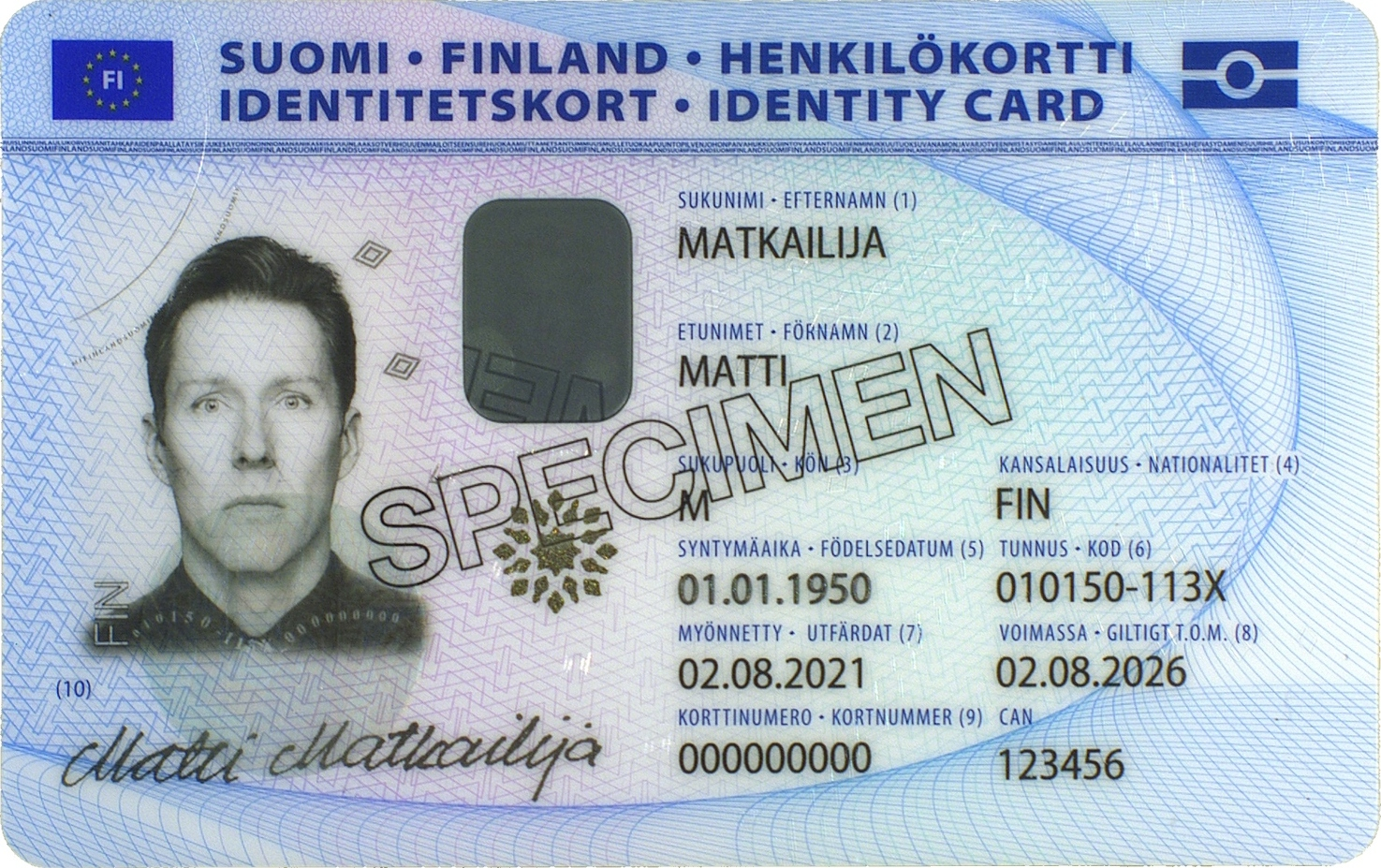
Carte d'identité en Finlande (en)
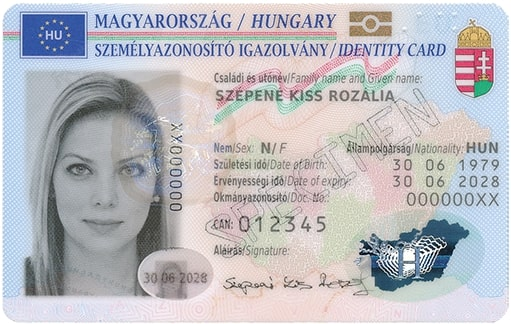
Carte d'identité en Hongrie (en)
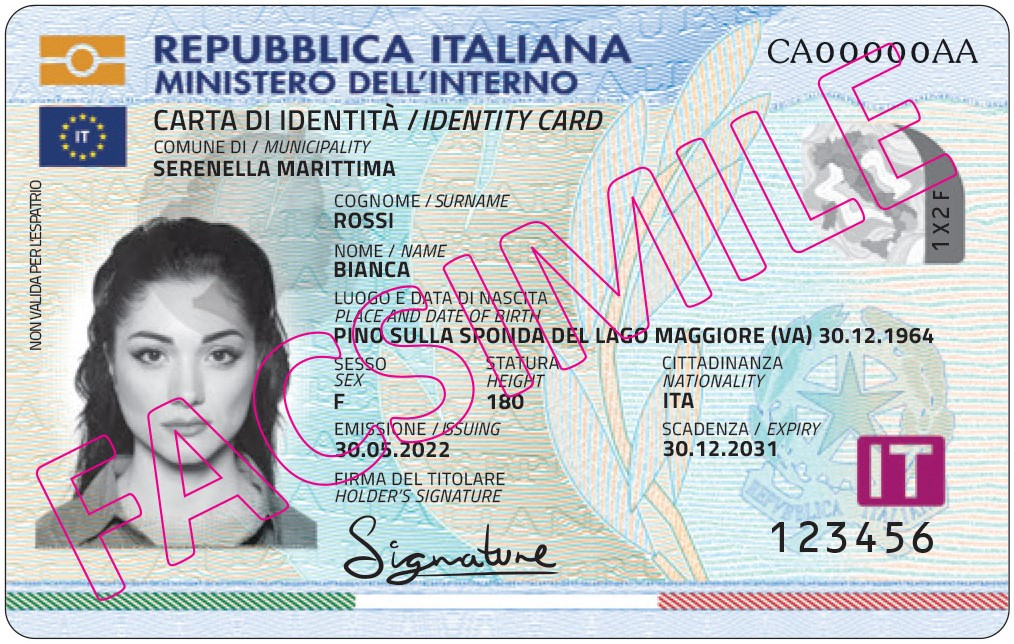
Carte d'identité en Italie
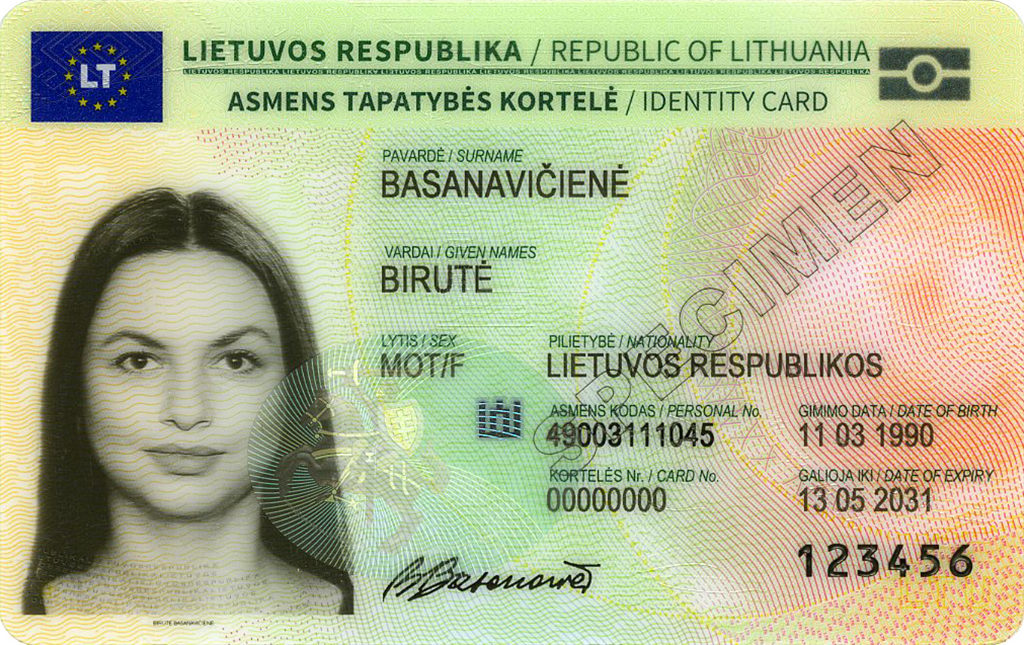
Carte d'identité en Lituanie (en)
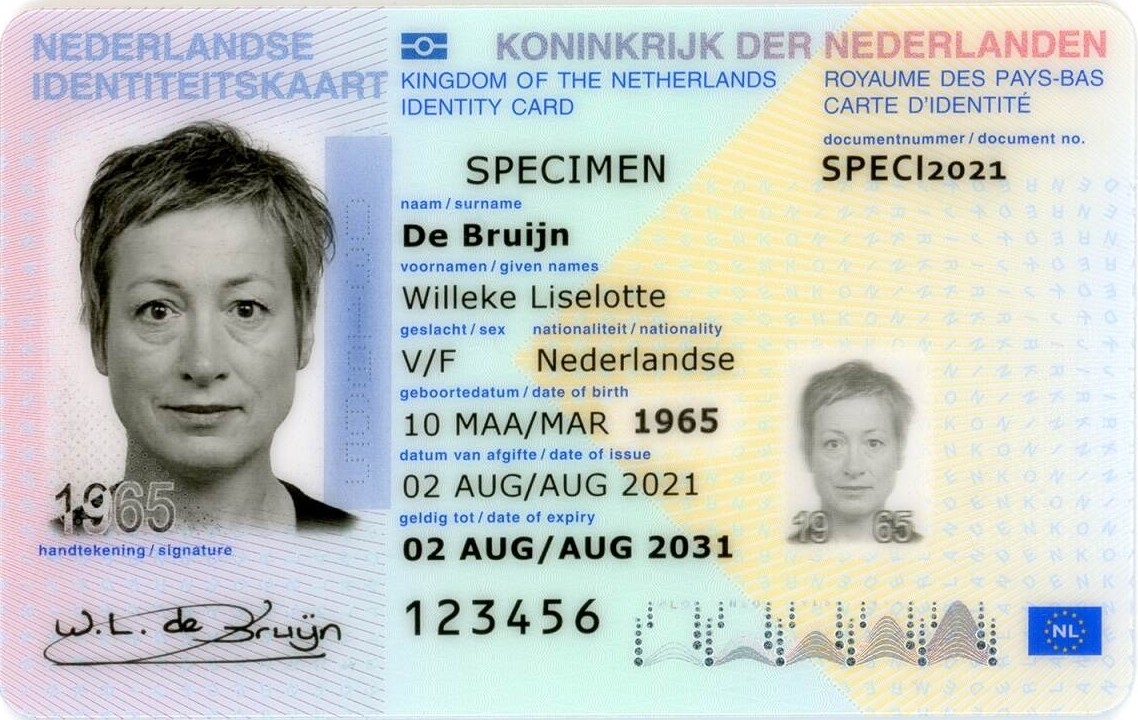
Carte d'identité aux Pays-Bas (en)
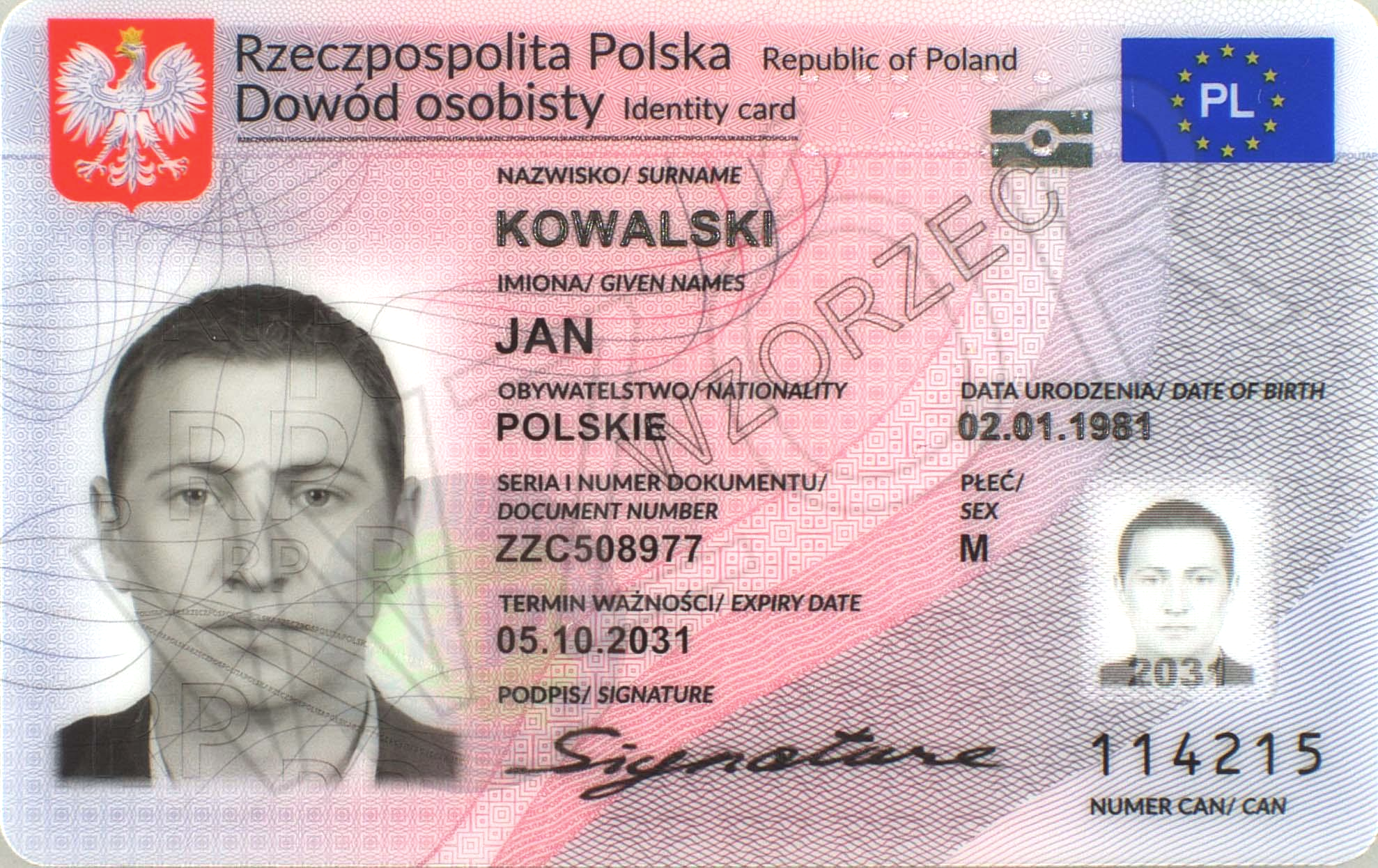
Carte d'identité en Pologne (en)
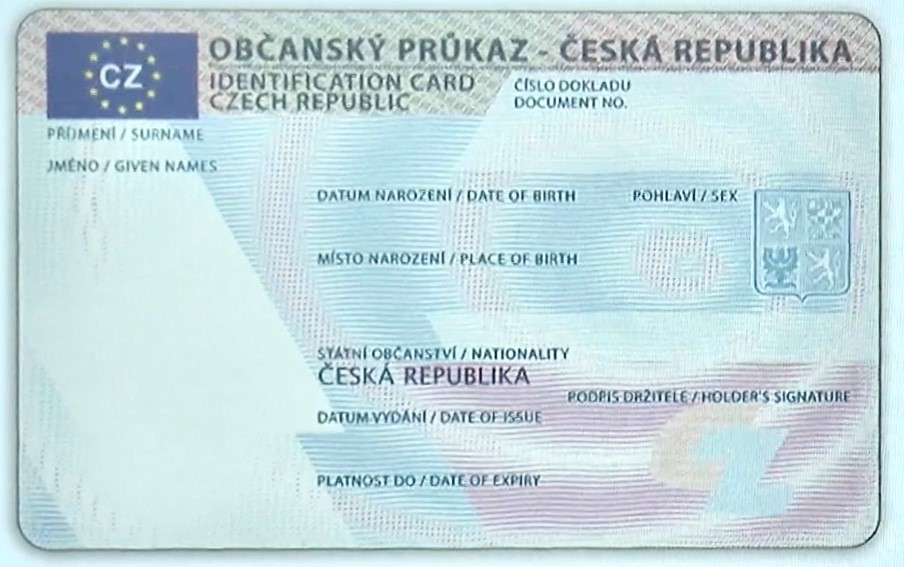
Carte d'identité en République tchèque (en)
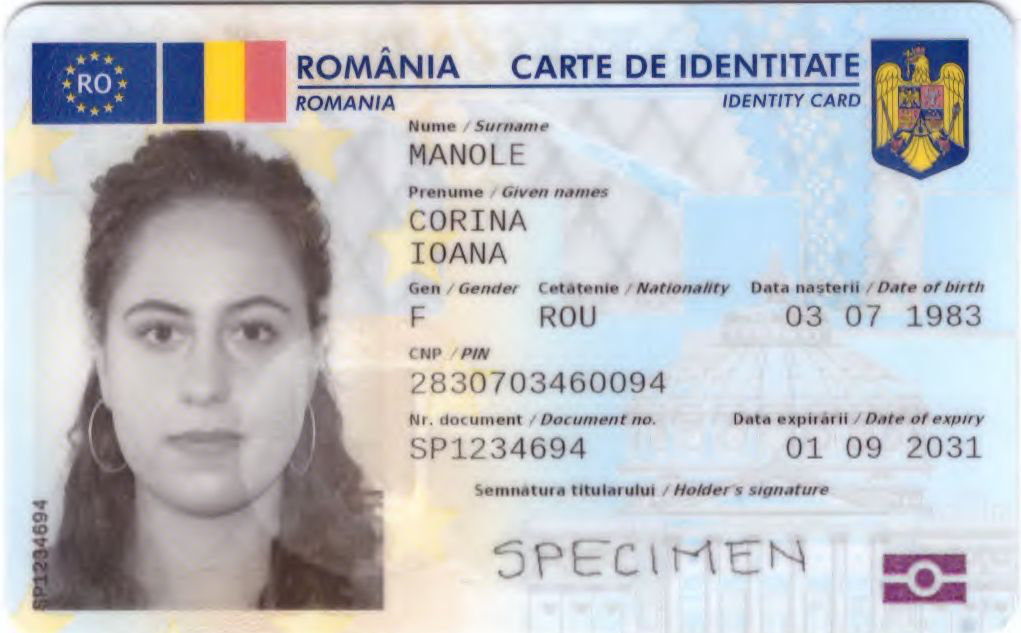
Carte d'identité en Roumanie
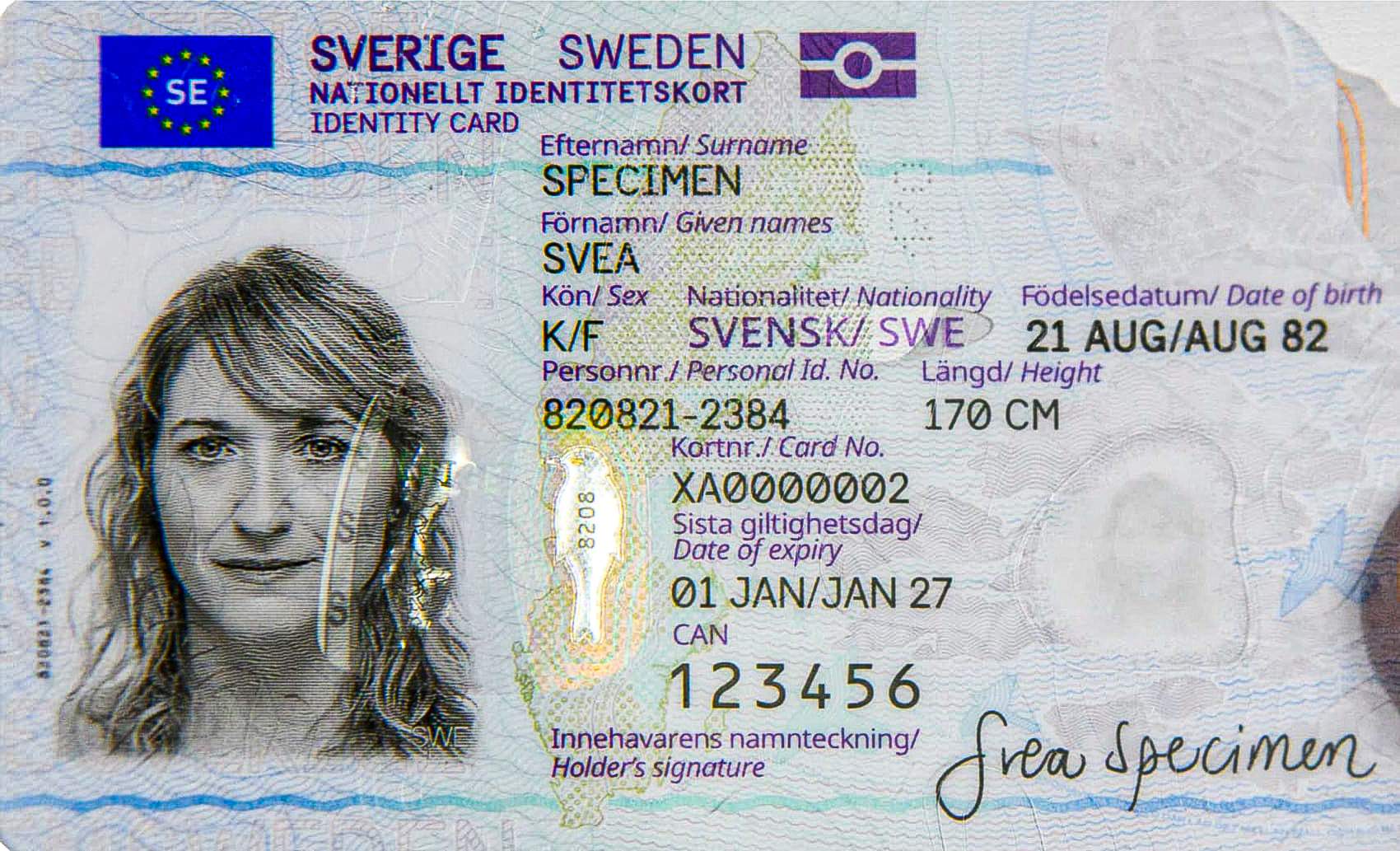
Carte d'identité en Suède (en)

## En Amérique du Nord

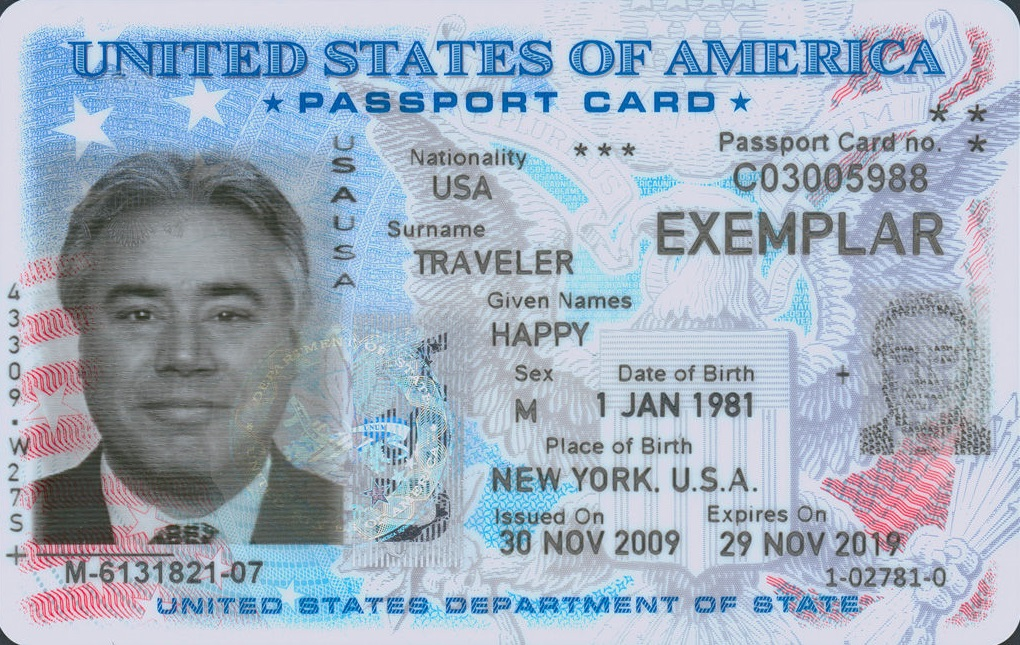
La carte nationale d'identité américaine facultative, la United States Passport Card

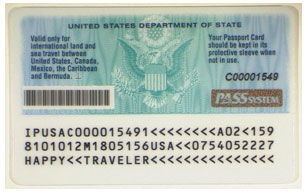
La carte nationale d'identité américaine facultative, la United States Passport Card

### Canada
Il n'existe pas au Canada de carte d'identité fédérale obligatoire.
La carte d'assurance sociale au Canada n'est pas une pièce d'identité et ne devrait être présentée que selon les exigences des programmes gouvernementaux.
Au Québec, la carte d'assurance-maladie émise par la Régie de l'assurance maladie du Québec (RAMQ) remplit à tort cette fonction puisqu'elle ne peut être exigée que pour obtenir des soins de santé gratuits ou pour bénéficier de l'assurance-médicament (Loi sur l'assurance maladie). Il en est de même pour les autres provinces et les territoires selon leurs standards,.
Le permis de conduire permet d'attester de son identité, ce qui pousse certaines provinces et territoires à émettre une carte d'identité pour les non-conducteurs. Il n'est cependant pas émis par le gouvernement fédéral et ne peut être exigé au Québec que d'une personne conduisant son véhicule.

### États-Unis
La carte nationale d'identité de jure aux États-Unis se dénomme la carte de passeport (en) (passport card) (comme en république d'Irlande). Elle est optionnelle et distribuée par le département d'État, et fait office de pièce d'identité nationale, facile à transporter, tout en montrant des informations importantes sur la personne comme le lieu de naissance ou la nationalité américaine.
La Social Security Card, aux États-Unis, tient lieu de facto de carte d'identité fédérale,, mais n'a pas le portrait de la personne.

## Reste du monde

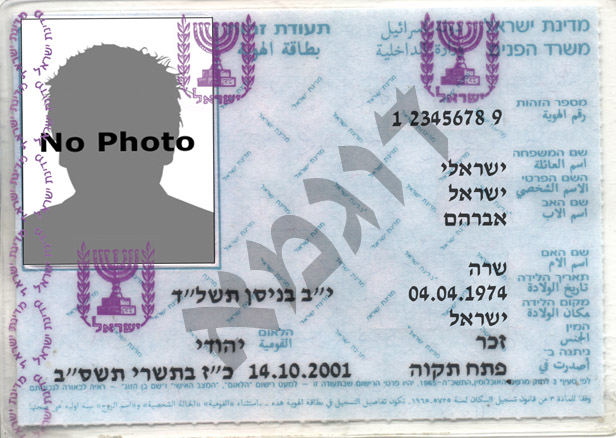
La carte d’identité israélienne

- Algérie : Carte nationale d'identité (بطاقة التعريف الوطنية).
- Argentine : Documento Nacional de Identidad (es) (DNI)
- Bénin : Carte nationale d'identité au Bénin
- Burundi : Karangamuntu[réf. nécessaire]
- Chine : Carte d’identité chinoise
- Colombie : Cédula de Ciudadanía (CC) ou Documento de Identidad (DI)[29]

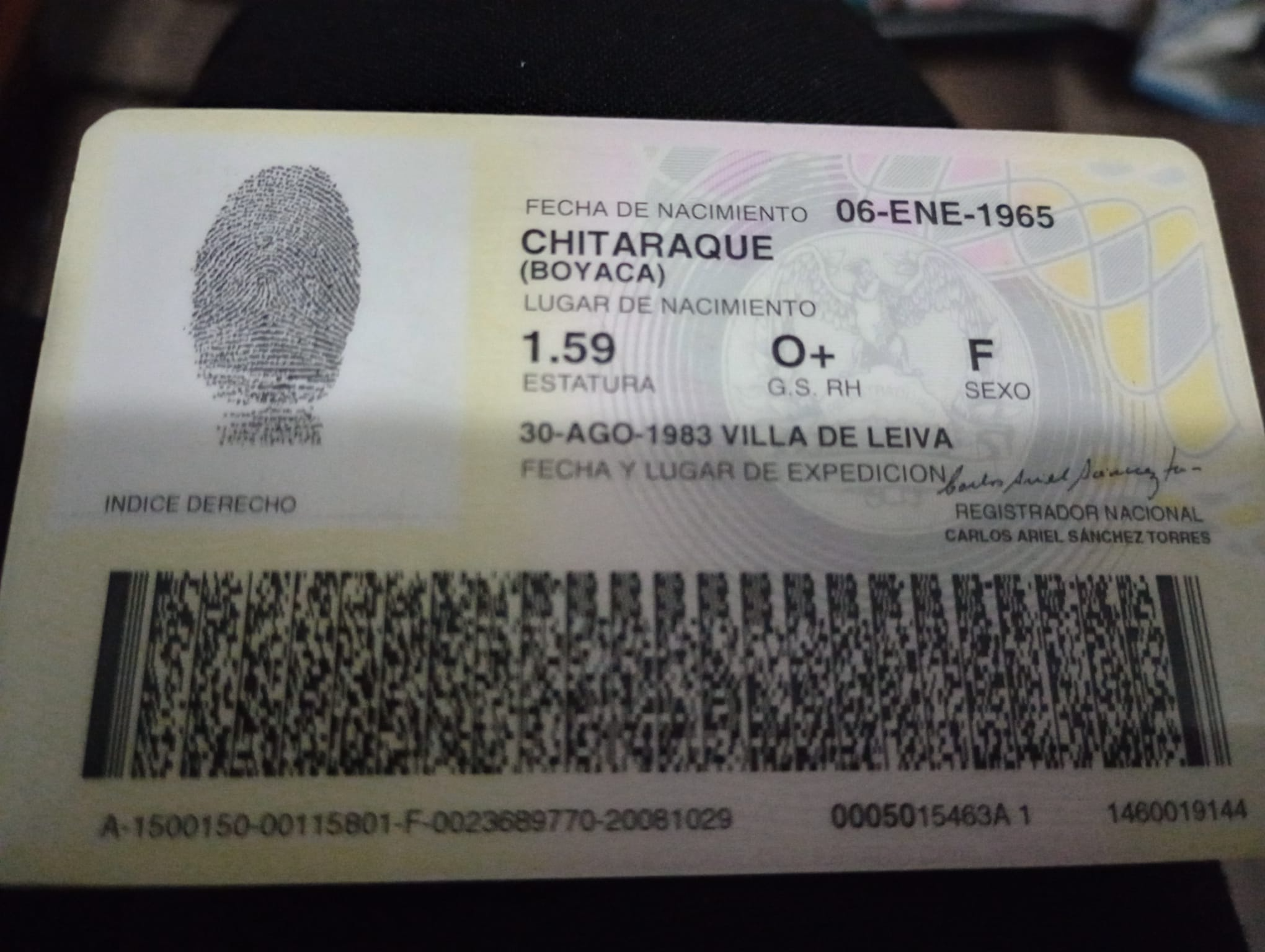
Document d'identité colombien.

- Haïti : Carte d'identification nationale (kat idantifikasyon nasyonal)
- Israël : carte d’identité israélienne
- Madagascar : Carte nationale d'identité (Karapanondrom-pirenena)
- Maroc : Carte nationale d'identité électronique (CNIE)
- Pérou : Documento Nacional de Identidad (DNI)

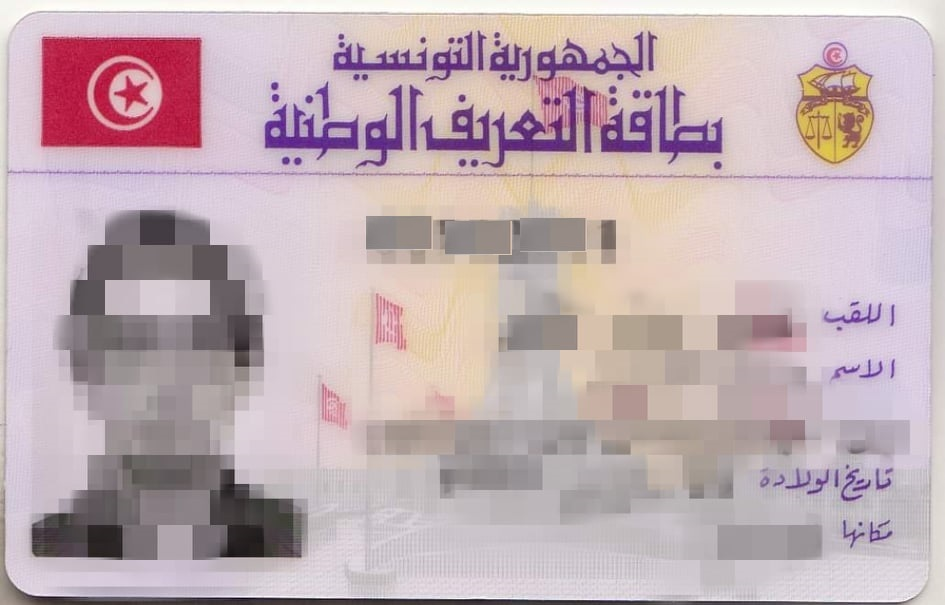
La carte d'identité Tunisienne

- Tunisie : Carte d'identité nationale (بطاقة التعريف الوطنية).La carte d'identité Tunisienne